# Dundagas pagasts
Dundagas pagasts (livisk: Dūoņig pagāst) er en territorial enhed i Dundagas novads i Letland. Pagasten havde 3.647 indbyggere i 2010 og 3.388 indbyggere i 2016 og omfatter et areal på 558,70 kvadratkilometer. Hovedbyen i pagasten er Dundaga.